# Chňapalovití
Chňapalovití (Lutjanidae) jsou čeleď paprskoploutvých ryb.

## Taxonomie
Za popisnou autoritu čeledi chňapalovitých je považován americký přírodovědec Theodore Gill (1861). Na základě tradiční systematiky spadali chňapalové do sběrného řádu ostnoploutví (Perciformes), současná systematika čeleď klasifikuje v rámci řádu bodloci (Acanthuriformes). V klasifikaci, kterou zveřejnili Betancur-R et al. (2017), byli chňapalovití zařazeni společně s chrochtalovitými (Haemulidae) do řádu Lutjaniformes. Na základě odhadů molekulárních hodin jde o relativně starou čeleď, která se objevila před asi 62 miliony lety, s diverzifikací její korunové skupiny před asi 54 miliony lety.
Následující seznam platných recentních rodů je aktuální k 21. dubnu 2025 a vychází z Eschmeyer's Catalog of Fishes:
- Aphareus Cuvier, 1830
- Aprion Valenciennes, 1830
- Apsilus Valenciennes, 1830
- Caesio Lacepède, 1801
- Dipterygonotus Bleeker, 1849
- Etelis Cuvier, 1828
- Gymnocaesio Bleeker, 1876
- Hoplopagrus Gill, 1861
- Lipocheilus Anderson, Talwar & Johnson, 1977
- Lutjanus Bloch, 1790
- Macolor Bleeker, 1860
- Ocyurus Gill, 1862
- Paracaesio Bleeker, 1874
- Parapristipomoides Kami, 1973
- Pinjalo Bleeker, 1873
- Pristipomoides Bleeker, 1852
- Pterocaesio Bleeker, 1876
- Randallichthys Anderson, Kami & Johnson, 1977
- Rhomboplites Gill, 1862
- Symphorichthys Munro, 1967
- Symphorus Günther, 1872

Čeleď je někdy dělena do čtyř podčeledí (Caesioninae, Etelinae, Paradicichthyinae a Lutjaninae).

## Charakteristika

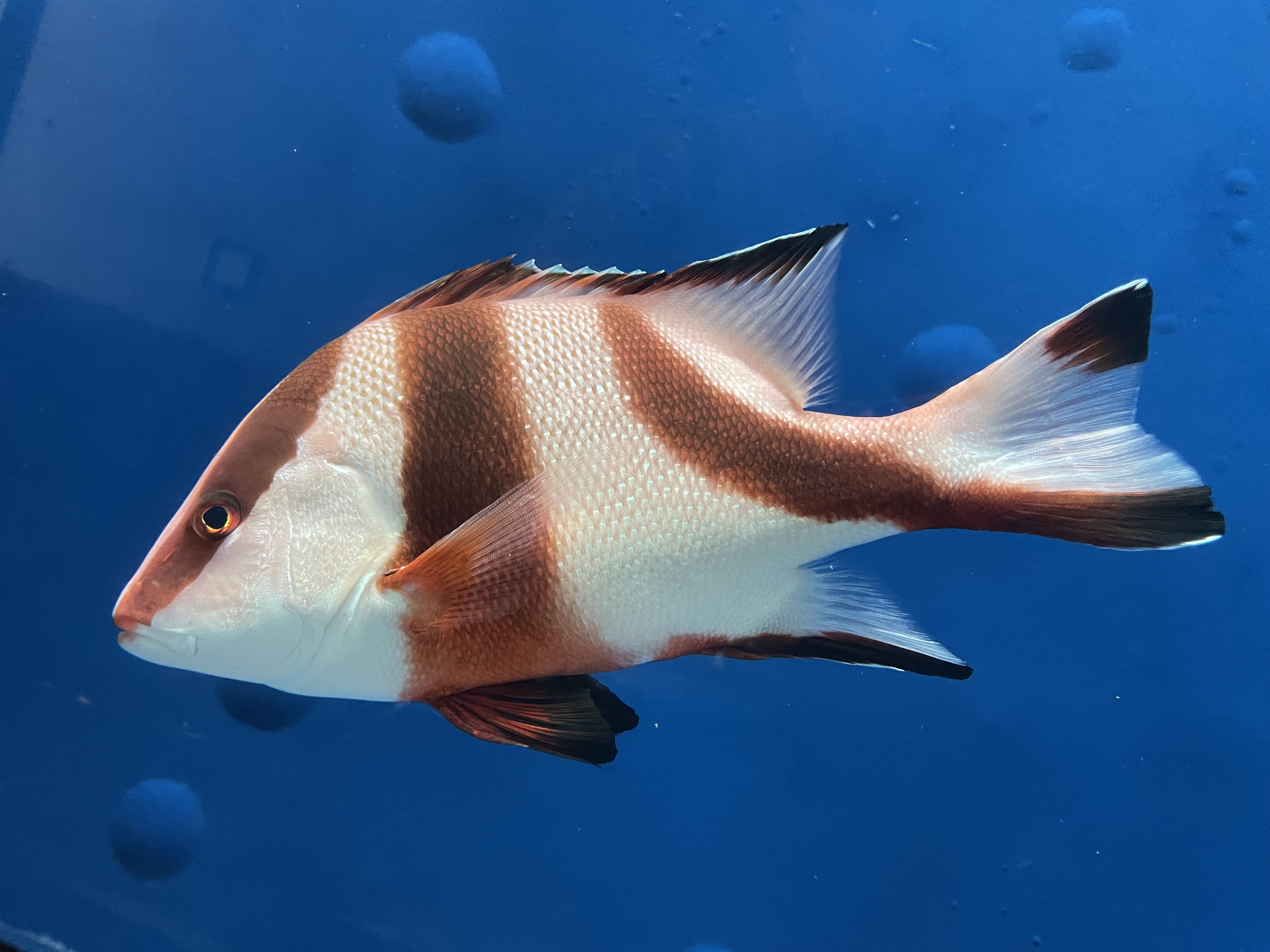
Chňapal císařský (Lutjanus sebae)

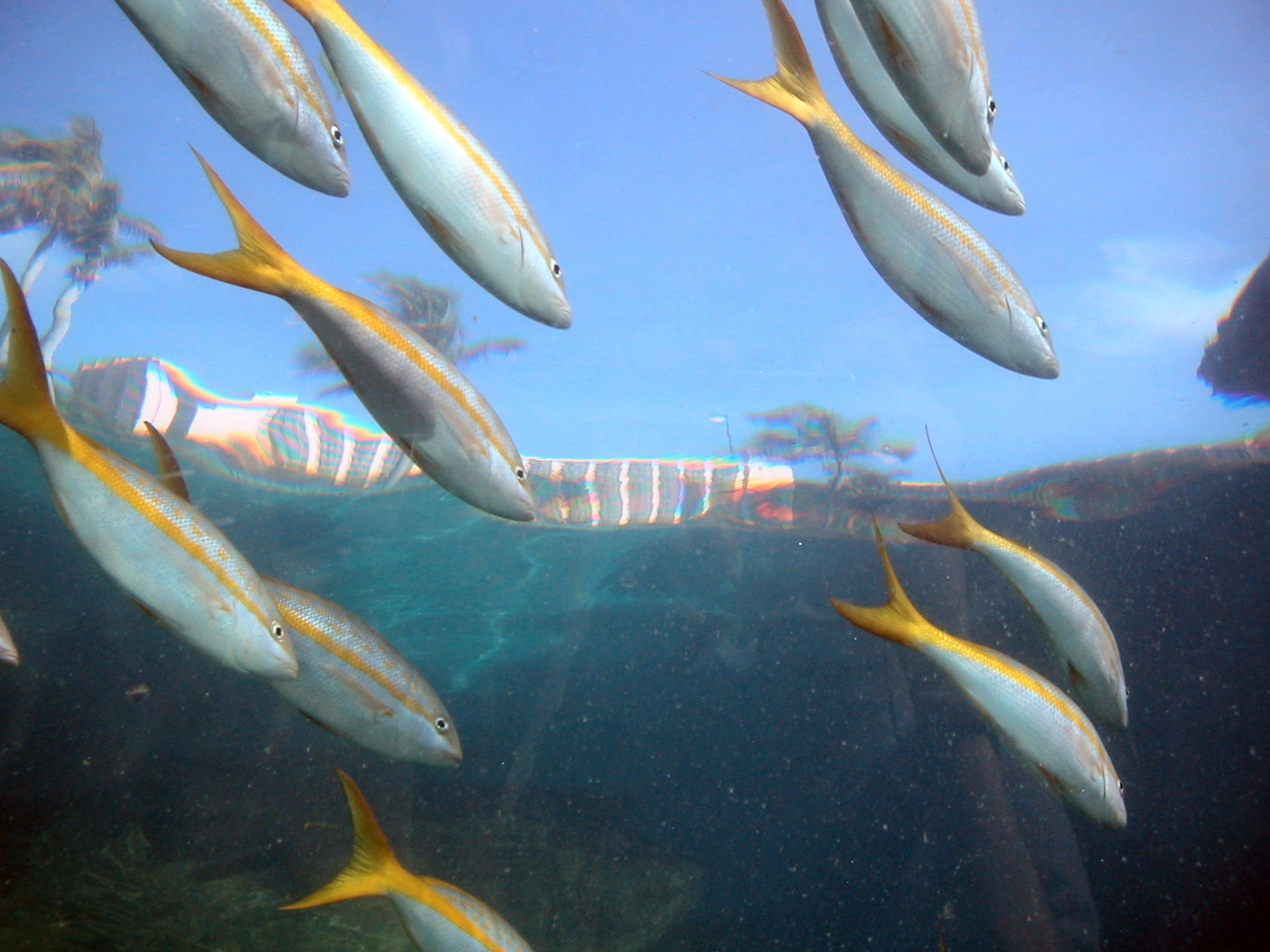
Chňapalové žlutoocasí (Ocyurus chrysurus)

Chňapalovití dorůstají maximální délky těla asi 100 cm, této velikosti dosahuje například chňapal císařský (Lutjanus sebae). Tělo je obecně vejčité nebo protáhlé, ze stran mírně zploštělé. Hřbetní ploutev je nedělená, případně pouze s mírným zářezem, nese 9–12 trnů a 9–18 měkkých paprsků. Řitní ploutev nese 3 trny a 7–11 měkkých paprsků. Ocasní ploutev může mít různý tvar, u některých druhů je rovná, u jiných vykrojená až vidlicovitá. Břišní ploutve při bočním pohledu vyrůstají těsně za prsními ploutvemi. Většina zástupců má v čelistech zvětšené, špičákům podobné zuby. Ústa jsou koncová, směrem dopředu se mohou vysunout do značné délky.
Většina chňapalovitých se vyskytuje v teplých oblastech Atlantského, Indického a Tichého oceánu. Vzácně se však odvažují i do estuárů a některé druhy se krmí i ve sladké říční vodě. Chňapal sladkovodní (Lutjanus fuscescens) či chňapal papuánský (Lutjanus goldiei) z filipínsko-novoguinejského regionu životu v mořské vodě zcela odvykli.
Chňapalové žijí v rozmanitých stanovištích, od mělkých vod až po hloubky asi 450 metrů. Často obývají korálové a skalnaté útesy, zástupci z hlubších vod se často zdržují podél podmořských vrcholů. Jiní chňapalovití žijí v porostech mořských trav, na písčitých a suťových dnech, anebo plavou volně ve vodním sloupci. Chňapalové z brakických vod využívají úkrytů poskytovaných mangrovníky a dalším rostlinstvem. Některé druhy se shlukují do malých skupin, přičemž v agregacích může probíhat i tření. Jiné druhy se chovají teritoriálně. Chňapalovití se živí většinou dravě, často nehnutě vyčkávají na pohyb potenciální kořistí, jíž se následně zmocní. Obětí se jim stávají malé ryby, korýši, měkkýši či červi, některé druhy se ale krmí planktonem.

## Význam
Jde o oblíbené konzumní ryby, například chňapal žlutopásý (Paracaesio xanthura) slouží v Japonsku k přípravě pokrmu kamaboko. Oblíbenou sportovní rybou v okolí Bermud je chňapal žlutoocasý (Ocyurus chrysurus). Konzumace masa však někdy vede k otravám typu ciguatera. Řada chňapalovitých se také chová v akváriích, ale problémem může být příliš rychlý růst. Druhy jako chňapal císařský si také obtížně zvykají na náhradní krmivo.